# (9985) Akiko
(9985) Akiko (1996 JF) – planetoida z pasa głównego asteroid okrążająca Słońce w ciągu 3,5 lat w średniej odległości 2,3 j.a. Odkryta 12 maja 1996 roku.